# Акротомофилия
Акротомофилията (от гръцки: acro – крайник, tomy – режа, philia – привличане), или амелотаза, е полово желание за партньор(и) с ампутиран(и) крайник (крайници).
Акротомофилията е най-често срещаният фетиш сред парафилиите към недъзи. Акротомофилите са предимно хетеросексуални юноши и мъже, които желаят полово сношение с жени, претърпели крайнични ампутации. Най-често желани са жените с един надколянно ампутиран крак, следвани от тези с два липсващи крака, липсваща ръка и т.н.
Във виртуалната световна общност на „ухажорите“ на хора с увреждания, акротомофилите наричат себе си devotee (на английски: „поклонник“, „почитател“, „привърженик“). Терминът е възприет в началото на 1980-те г. поради приликата си с amputee – лице с ампутация.